# Giraldi
Giraldi é um sobrenome italiano de origem tridentino ou borgosanlorenzini, tendo seus primeiros registros vindo da comuna italiana de Fornace, na Itália. 

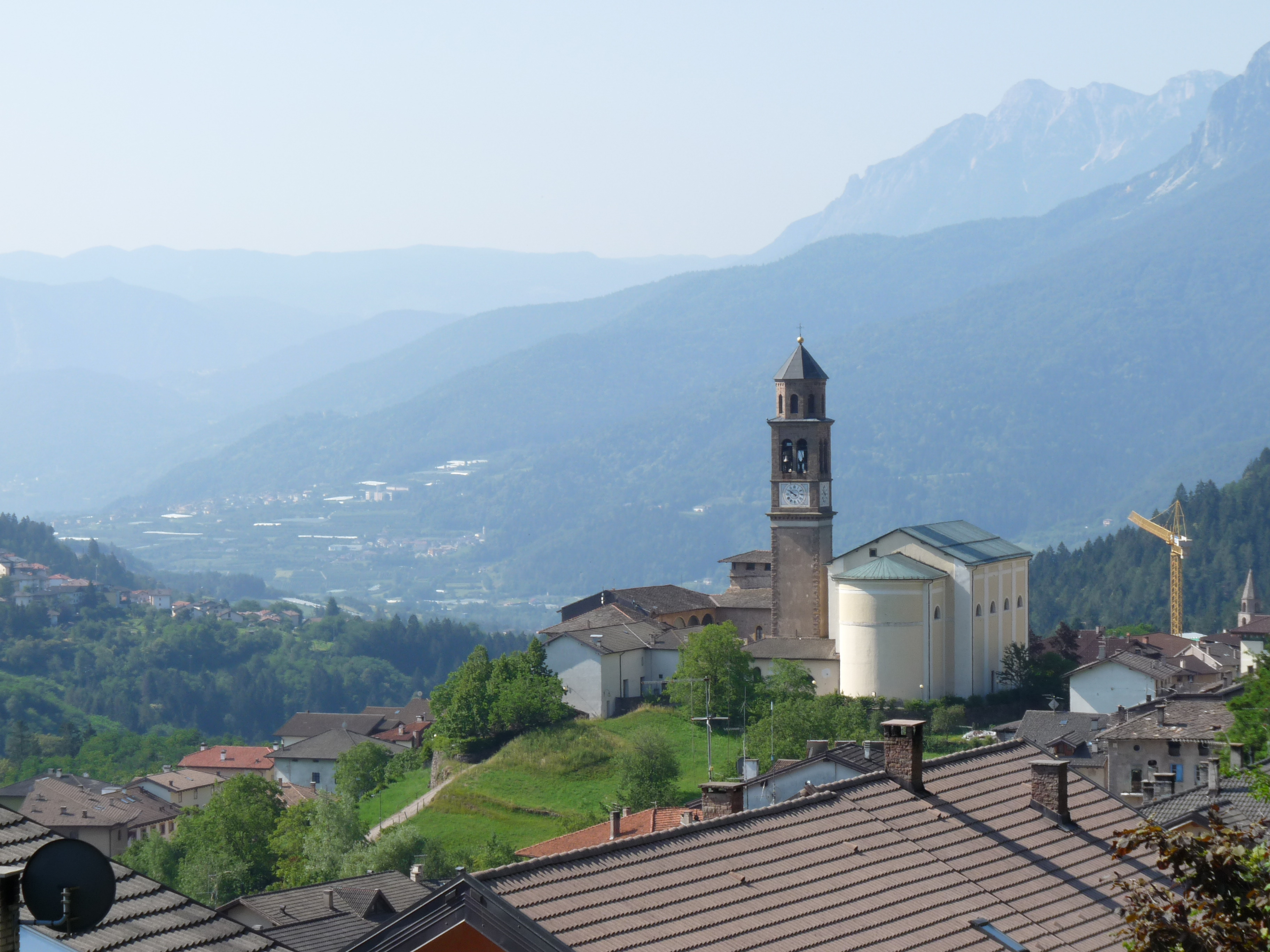
Vista da torre da Chiesa di San Martino, do Castello Roccabruna (hoje usado como sede da prefeitura de Fornace) e entre elas, mais abaixo, o Teatro di Fornace

Giraldi é um nome patronímico ou a forma plural do nome próprio Giraldo. O nome Giraldo tem origem germânica e deriva do nome Gērward, que significa "guerreiro forte" ou "guardião corajoso" em linguagem alemão arcaica.
Durante a Idade Média, o nome Giraldo era bastante comum na Europa, e muitas famílias adotaram esse nome como sobrenome ao longo do tempo. Existem registros de famílias Giraldi em diversas regiões da Itália, como Toscana, Lazio e Emilia-Romagna.

## Origem e história
Provenientes do Borgo San Lorenzo, em Mugello, é dito em documentos antigos que mudaram-se para Florença em meados do século XIII, estabelecendo-se ao longo do ''Borgo San Piero" (hoje Borgo Albizi ), especialmente na área de San Procolo, que hoje se chama via de' Giraldi.
Adquiriram notoriedade, poder e riqueza, participando na vida pública da cidade com vinte priores, o último dos quais em funções à época da queda da república com o Cerco de Florença em 1530 .
Na época a família hostentava de vários artistas na área da literatura, tais como: Giambattista Giraldi Cinzio, nascido em um ramo estabelecido em Ferrara, enquanto Jacopo, Vincenzo, Alessandro, Giuliano e Giovanni foram estudantes acadêmicos da Accademia della Crusca em vários períodos, entre os séculos XVI e XVIII.
Eles foram extintos em 1753 com a morte de Giovanni Giraldi, cuja esposa Costanza Pecori vinculou a sucessão à sua família, que desde então se chamava Pecori Giraldi (após a morte de Costanza em 1785). Um famoso descendente deste ramo é o general Guglielmo Pecori Giraldi.

## Distribuição do sobrenome
O sobrenome Giraldi é encontrado principalmente na Itália, especialmente nas regiões da Ligúria, Lombardia e Emilia-Romagna. Também é encontrado em menor número em outros países, como Brasil, Argentina e Estados Unidos.
Na Itália, o sobrenome Giraldi é mais comum nas cidades de Gênova e Savona, ambas localizadas na região da Ligúria. Em Savona, o sobrenome Giraldi é o terceiro sobrenome mais comum, enquanto em Gênova é o décimo sexto sobrenome mais comum.

## Brasão de armas

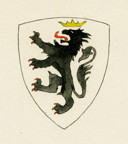
Brasão de armas da família Giraldi.

O brasão da família dispõe dispõe de uma heráldica argentata, com um leão de pele escura em posição rampant ao centro, às vezes representado com a boca aberta mostrando uma grande língua vermelha e hostentando uma coroa de ouro.

## Localidades, castelos e torres
A família possui inúmeras propriedades que levam seu nome na Itália:
- Via de' Giraldi

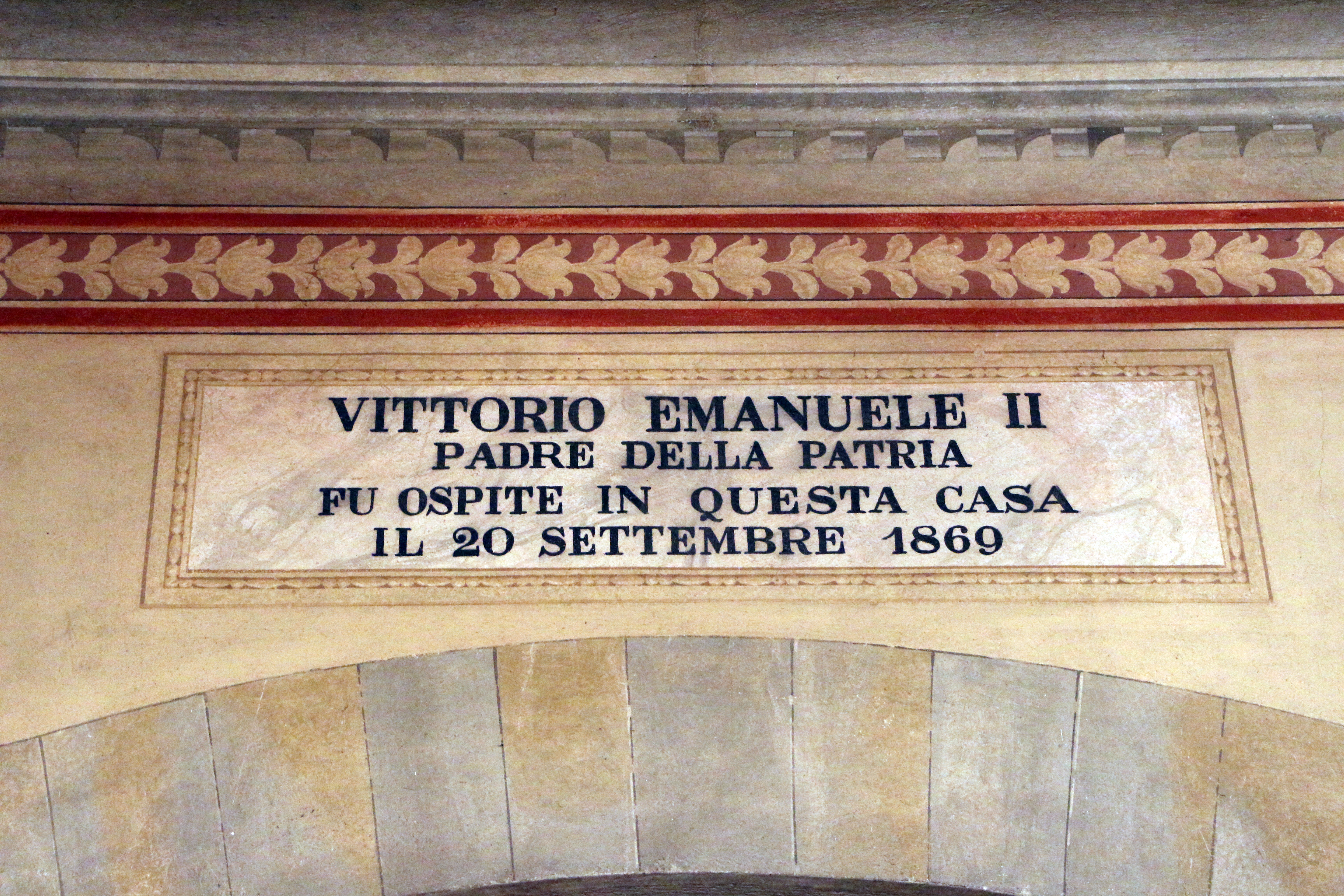
Detalhe de uma lápide memorial na Sala dos Brasões da Villa Pecori Giraldi.

A Via de' Giraldi é uma rua no centro histórico de Florença, que vai da via Ghibellina ao Borgo Albizi, encontrando-se com a via de' Pandolfini na metade do caminho.
Já foi chamada de via di Chiesa di San Procolo (Florença), por conta do nome da igreja na esquina com a via de' Pandolfini. Porém, no mapa de Florença traçado em 1731 por Ferdinando Ruggieri, a denominação da rua atual aparece com outro nome, em razão do nome da antiga família que aqui tinha casas.
- Torre dei Giraldi

Localizada na esquina com Borgo degli Albizi, a casa fica onde, na Idade Média, existiam várias propriedades da família Giraldi, e em particular, uma torre colocada em canto. Apontado em documentos da época datando a estrutura do século XVI, embora incorporando estruturas preexistentes na área onde se encontra. Hoje em dia encontra-se um edifício do início do século XIX, embora notável em termos de extensão (inclui três pisos) e em design, exibindo peças artísticas e arquitetônicas renascentista.
Um Decreto Ministerial de Florença de 1966, que concedeu proteção histórico-patrimonial ao edifício, considerou a fachada como um "excepcional documento histórico do século XIX", exibindo então "a beleza intrínseca determinada pela proporção dos vários planos e do desenho de execução dos detalhes arquitetônicos".
- Villa Pecori Giraldi

Um antigo edifício da família Giraldi, hoje acomodando o museu da Manufatura Chini e um pequeno museu infantil.